# رویال (آیووا)
رویال (به انگلیسی: Royal) شهری در ایالت آیووا کشور ایالات متحده آمریکا است که جمعیت آن در سرشماری سال ۲۰۱۰ میلادی، ۴۴۶ نفر بوده‌است.